# Janówka (województwo podlaskie)
Janówka – wieś w Polsce położona w województwie podlaskim, w powiecie augustowskim, w gminie Augustów.
Wieś magnacka położona była w końcu XVIII wieku w powiecie grodzieńskim województwa trockiego. W czerwcu 1941 wieś została spacyfikowana przez Niemców – w odwecie za opór stawiany przez radziecką straż graniczną żołnierze Wehrmachtu zamordowali 57 mieszkańców (w tym 10 dzieci do 14. roku życia) oraz zniszczyli zabudowania (53 domy, 154 budynki gospodarcze).
W latach 1954–1972 wieś należała i była siedzibą władz gromady Janówka. W latach 1975–1998 miejscowość administracyjnie należała do województwa suwalskiego.
Miejscowość jest siedzibą parafii rzymskokatolickiej, należącej do dekanatu Augustów - św. Bartłomieja Apostoła, diecezji ełckiej.
Tutaj urodził się polski duchowny katolicki, obecnie biskup warszawsko-praski od 2017 Romuald Kamiński.

## Zabytki
- Kościół parafialny pw. Zwiastowania NMP, początek XX w., nr rej.: A-979 z 5 października 1993 (brak decyzji w KOBiDZ)[9]. Neogotycki, trzywieżowy, otoczony zabytkowym cmentarzem[10].